# Quersoneso (Creta)
Quersoneso (en griego, Χερσόνησος; literalmente, "isla continental", o península) es el nombre de un municipio y una ciudad de Grecia que se ubica en la isla de Creta. El municipio se compone a su vez de las unidades municipales de Episkopi, Gouves, Quersoneso y Malia y en 2011 tenía una población de 26717 habitantes, mientras la unidad municipal constaba de 8262 habitantes y la comunidad local tenía 3165.
Se encuentra cerca de un promontorio que tiene su mismo nombre. 
Estrabón comenta que el promontorio de Quersoneso era el lugar que servía como puerto para la ciudad de Lito y ubica allí un santuario de Britomartis.
Aparece citada en la lista de 22 ciudades de Creta del geógrafo bizantino del siglo VI Hierocles.

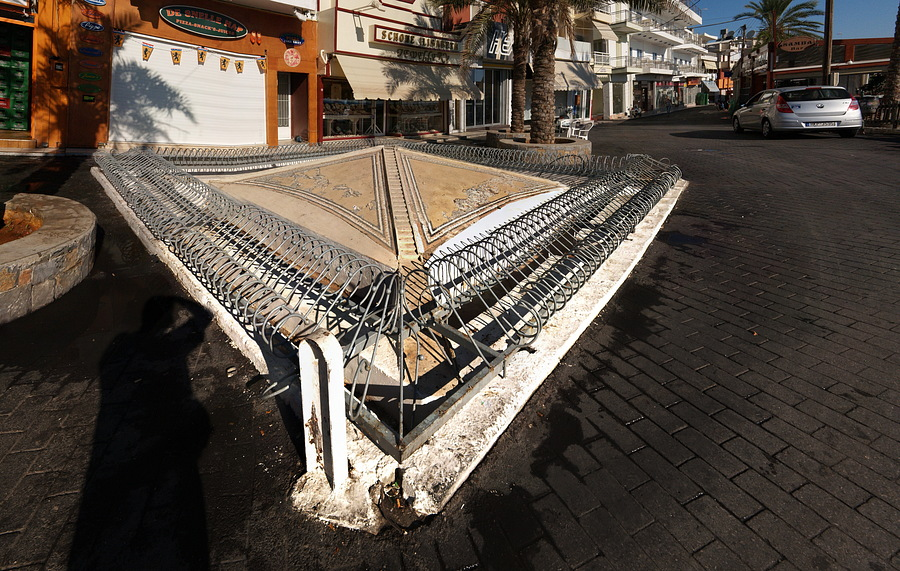
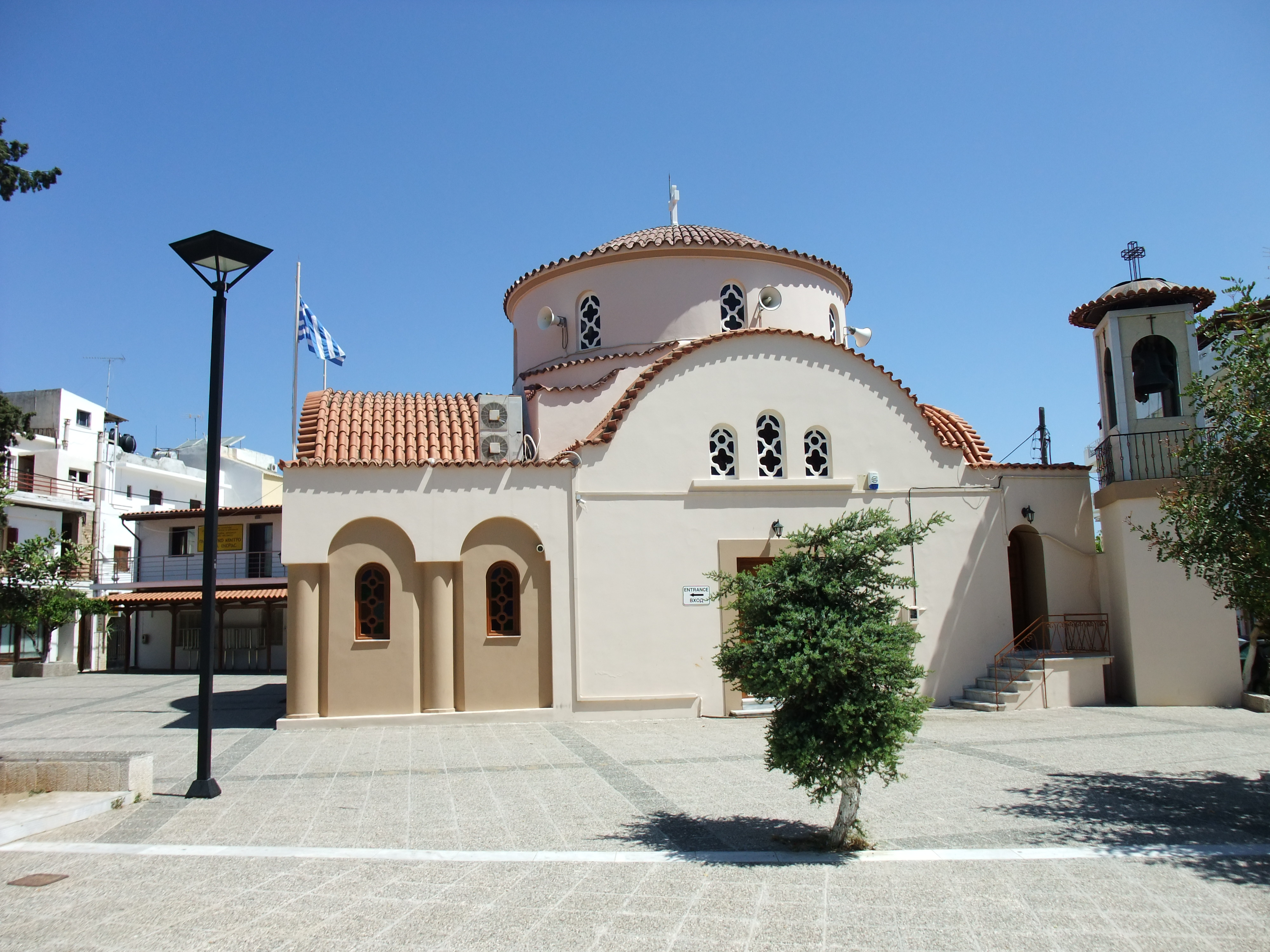